# Clarence Hill
Pour les articles homonymes, voir Hill.
Clarence Hill est un boxeur bermudien né le 26 juin 1951.

## Carrière
Lors des jeux olympiques d'été de 1976, il remporte la médaille de bronze dans la catégorie des poids lourds. Cette médaille fut la première remportée par son pays. 